# Faro de Cabo Corrubedo
El faro de Cabo Corrubedo es un faro situado en la península de Cabo Corrubedo, en la parroquia de Corrubedo (Ribeira, provincia de La Coruña, Galicia, España). Está gestionado por la Autoridad Portuaria de Villagarcía de Arosa.

## Historia
El faro se encendió en 1854 en la entrada sur de la ría de Muros. Diversos accidentes, debidos a la confusión de los navegantes con respecto al faro de Sálvora, obligaron a reformarlo en 1921.